# Aschau im Zillertal
Aschau im Zillertal egy falu a Zillertal völgyben, Ausztria Tirol tartományában, Schwazi járásban.